# Heksazyna
Heksazyna, N
6 – hipotetyczny nieorganiczny sześcioczłonowy aromatyczny związek z grupy azyn, będący odmianą alotropową azotu składającą się z sześcioatomowych cząsteczek.